# Joeri Knorozov

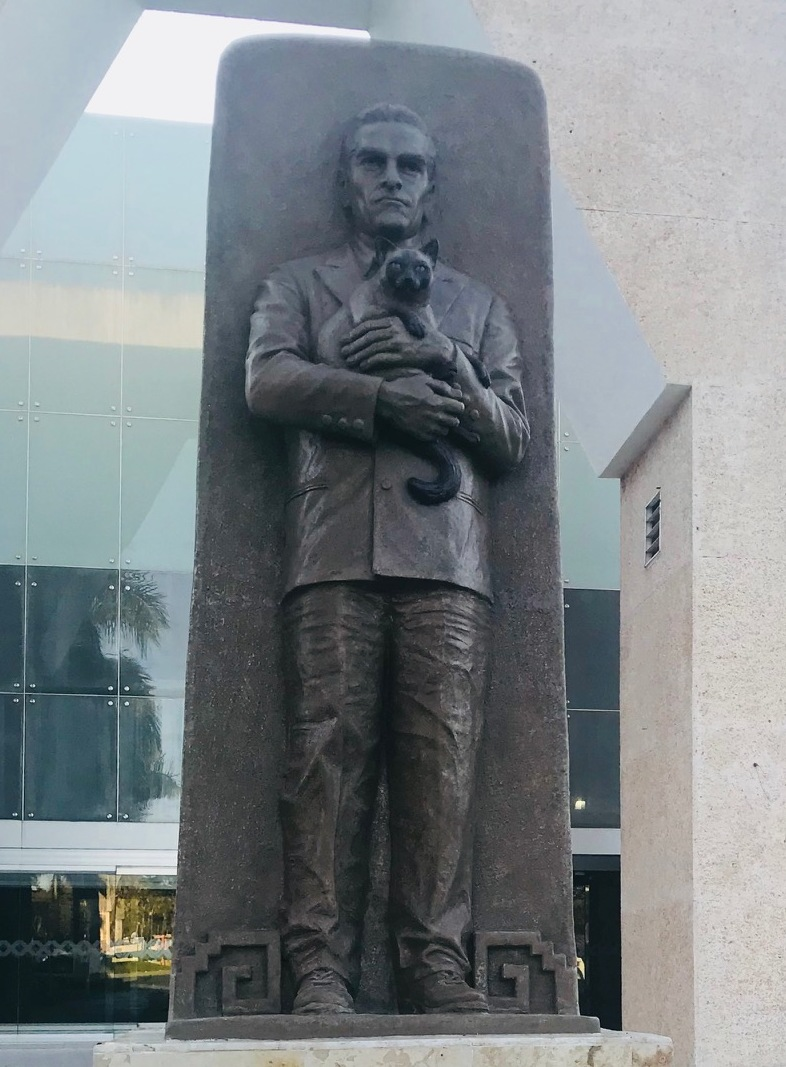
monument voor Knorozov in Mérida, Mexico

Joeri Valentinovitsj Knorozov (Russisch: Юрий Валентинович Кнорозов) (nabij Charkov, 19 november 1922 – Sint-Petersburg, 31 maart 1999) was een Russisch taalkundige, antropoloog en epigraficus. Knorozov is vooral bekend wegens zijn bijdragen aan de ontcijfering van het Mayaschrift.

## Levensloop
Knorozov werd geboren in een gezin van Russische afkomst een dorpje in de Oekraïense Socialistische Sovjetrepubliek. Op school stond hij bekend als een lastige en ongeïnteresseerde leerling, maar bleek  wel goed te kunnen leren en aandacht te hebben voor detail. In 1940 ging hij in Moskou etnografie studeren. Hij was destijds vooral geïnteresseerd in het Oude Egypte.
Zijn studie werd onderbroken door de Tweede Wereldoorlog en Knorozov ging in militaire dienst als artillerist. Hij nam deel aan de slag om Berlijn. In Berlijn wist hij uit een bibliotheek een boek mee te nemen, dat een zeldzame uitgave waarin drie Mayacodices gereproduceerd waren bleek te zijn. Hij kwam aldus voor het eerst in contact met de cultuur van de Maya's. Terug in Moskou ging hij verder met zijn studies. Hij legde zich aanvankelijk vooral toe op Egypte en China, leerde Egyptische hiërogliefen, het Japans schrift en het Arabisch schrift lezen en deed antropologisch onderzoek naar nomadenstammen in Centraal-Azië. Op voorstel van een docent schreef hij in 1947 zijn dissertatie over het 'De Landa-alfabet', een Maya-alfabet dat de Spaanse priester Diego de Landa in de 16e eeuw had vastgelegd, maar waarmee de Mayainscripties niet te lezen bleken.
In 1952 publiceerde Knorozov een artikel waarin hij opmerkte dat veel oude schriftsystemen, zoals het spijkerschrift, de Egyptische hiërogliefen en het Chinees schrift, niet alfabetisch maar logografisch waren: een schriftteken geeft geen letter weer maar een lettergreep of een heel woord. Volgens Knorozov moest iets dergelijks ook voor het Mayaschrift gelden: de letter die De Landa voor 'b' had opgeschreven zou dus in werkelijkheid niet de letter b zijn, maar de lettergreep 'bee'. Een ander punt dat Knorozov naar voren bracht was het principe van synharmonie: elk schriftteken geeft een medeklinker gevolgd door een klinker aan. Wanneer een woord eindigt op een medeklinker wordt een schriftteken gebruikt waarvan de laatste klank niet uitgesproken wordt.
Knorozovs vindingen werden aanvankelijk door J. Eric S. Thompson, de meest vooraanstaande mayanist van zijn tijd, en de meeste andere mayadeskundigen afgewezen. Knorozovs werk was (overigens niet door hemzelf) van een inleiding voorzien waarin werd gesteld dat marxistisch-leninistische onderzoek voor elkaar had weten te krijgen wat kapitalistisch onderzoek niet gelukt was. Knorozovs bevindingen werden dan ook als ideologische propaganda van de hand gewezen. Onder degenen die het wel met Knorozov eens waren bevonden zich Michael D. Coe en David Kelley.
In de jaren 60 poogde Knorozov zonder succes het Indusschrift en het rongorongo van Paaseiland te ontcijferen. Ook bestudeerde hij de komst van de oudste bewoners van Amerika. Knorozov werd lid van de Russische Academie van Wetenschappen. Hij stond bekend om zijn enigszins excentrieke gedrag; zo publiceerde hij eens een artikel waarvan hij zijn kat Asja als medeauteur opgaf. Ook stond hij erop dat zijn collega's hem aanspraken met Don Jorge.
Knorozov werkte in 1963 zijn ideeën verder uit in het boek Het schrift van de Maya-indianen. Intussen had Tatiana Proskouriakoff aangetoond dat de Maya-inscripties niet slechts zoals men lange tijd dacht opsommingen van kalenderdata en astronomische gebeurtenissen waren, maar dat de inscripties daadwerkelijk geschiedenissen van de verschillende Mayasteden behelsden. In 1973 poogde een internationale conferentie van Mayadeskundigen in Palenque de inscripties van die stad te ontcijferen, en slaagden erin de dynastieke geschiedenis van Palenque te lezen. In de volgende jaren werd het Mayaschrift steeds verder ontcijferd, en bleek dat Knorozov grotendeels gelijk had gehad.
Wegens het politieke systeem van de Sovjet-Unie had Knorozov zelf nooit naar Mexico of Guatemala kunnen reizen, en andere mayanisten moesten dan ook naar Knorozovs woonplaats Leningrad afreizen om met hem te kunnen overleggen. Slechts eenmaal was het hem toegestaan buiten het Oostblok te reizen, naar een congres van oud-amerikanisten in Kopenhagen in 1956. Dankzij de glasnost kon hij vanaf 1990 eindelijk vrij reizen, en kwam op verzoek van president Vinicio Cerezo van Guatemala eindelijk naar Centraal-Amerika afreizen, waar hij de grote Mayavindplaatsen van Guatemala en Mexico bezocht. Daar hij zich uitsprak voor verbetering van het lot van de hedendaagse Maya's werd hij door extreemrechtse militairen met de dood bedreigd, zodat hij zich gedwongen zag terug te keren naar Mexico. In 1994 ontving hij de Orde van de Azteekse Adelaar, de hoogste onderscheiding voor buitenlanders in Mexico.
Knorozov overleed in 1999 in het ziekenhuis van Sint-Petersburg aan een longontsteking.
- Bibsys: 90985053
- Bibliothèque nationale de France: cb13481981g (data)
- CiNii: DA02328809
- Gemeinsame Normdatei: 1057414468
- International Standard Name Identifier: 0000 0001 1665 5632
- Library of Congress Control Number: n83035414
- Nationale Bibliotheek van Tsjechië: jx20061216057
- Nationale Bibliotheek van Israël: 987007433167405171
- Nederlandse Thesaurus van Auteursnamen: 072314931
- Réseau des bibliothèques de Suisse occidentale: 02-A013495865
- LIBRIS: 67682
- Système universitaire de documentation: 096416815
- Virtual International Authority File: 69080882
- WorldCat: E39PBJj8XGX9fKG3px7tMjD6rq